# Raymond Carver
Raymond Clevie Carver, Jr., född 25 maj 1938 i Clatskanie, Oregon, död 2 augusti 1988 i Port Angeles, Washington, var en amerikansk poet och novellförfattare. Robert Altmans film Short Cuts från 1993 bygger på texter av Carver. Dessa texter samlades och gavs ut samma år i Genvägar. Han avled i lungcancer 1988.
Carver var en representant för "den smutsiga realismen" ("dirty realism"), en form av vardagsrealism som skildrar den amerikanska arbetarklassen i korthuggen prosa. Hans noveller utspelar sig bland fattiga och lägre medelklassen. De har inga inledningar och uppladdningar och heller ingen sammanfattning eller sensmoral i slutet. Han vill inte inbilla läsaren att det finns någon mening eller sammanhang. Carver var minimalist och postmodernist.

## Svenska översättningar[3]
- Vad vi pratar om när vi pratar om kärlek (noveller ur Will you please be quiet, please?, What we talk about when we talk about love; Cathedral) (översättning Kerstin Gustafsson, AWE/Geber, 1985) ISBN 91-20-07169-8
- Grannar (Where I'm calling from) (översättning Kerstin Gustafsson, AWE/Geber, 1991) ISBN 91-20-15126-8
- Genvägar (Short cuts) (översättning Kerstin Gustafsson, Norstedt, 1994) ISBN 91-1-941072-7
- Där jag ringer ifrån (Where I'm calling from) (översättning Kerstin Gustafsson, Norstedt, 2013) ISBN 9789113038605
- Katedral. Översättning: Kerstin Gustafsson. Bakhåll. 2023. Libris j0m7skg0gj6lrrwv. ISBN 9789177425984